# Área de Conservação da Paisagem de Märjamaa
A Área de Conservação da Paisagem de Märjamaa é um parque natural localizado no condado de Rapla, na Estónia.
A área do parque natural é de 106 hectares.
A área protegida foi fundada em 1981 para proteger as formações cársticas de Märjamaa (em estoniano:  Märjamaa järtad). Em 2006, a área protegida foi designada como área de conservação paisagística.